# シカゴ・コネクション/夢みて走れ
『シカゴ・コネクション/夢みて走れ』（シカゴ・コネクション/ゆめみてはしれ 原題：Running Scared）は、1986年製作のアメリカ合衆国のアクション映画。ピーター・ハイアムズ監督（兼・製作総指揮、撮影）。グレゴリー・ハインズ、ビリー・クリスタル出演。
原題は、刑事は退職前の一ヵ月に殉職するというジンクスがあり、その期間を脅えて過ごすことから。

## あらすじ
シカゴ市警察殺人課の名コンビ、レイとダニーが張り込みをしていると、運び屋のスネークと若き暗黒街のボス・フリオとの取引現場を目撃、捕えたスネークの鞄から5万ドルが見つかった。
スネークに次の取引現場の詳細を吐かせたレイとダニーは現場に向かい、大立ち回りを繰り広げた末にフリオを逮捕したが、麻薬課が半年がかりで解明に力を注いでいたコロンビア・ルートの捜査を失敗させてしまい、麻薬課の怒りをかってしまう。
しかもその頃、ダニーは別れた妻アンナに再婚話が進んでいることを知り、打ち沈む。そんな2人は気分転換にフロリダで休暇を楽しむうち、退職してフロリダで酒場を経営することを思いつく。
しかし、シカゴに戻った2人を待っていたのは、フリオ釈放のニュースであった。退職する前のひと仕事をフリオの摘発と決めた2人は、囮捜査官のフランクとトニーの協力を得て、最後の闘いに挑むのであった。

## キャスト
※括弧内は日本語吹き替え
- レイ・ヒューズ - グレゴリー・ハインズ（富山敬）
- ダニー・コスタンゾ - ビリー・クリスタル（安原義人）
- フリオ・ゴンザレス - ジミー・スミッツ（大塚明夫）
- アンナ - ダーラン・フリューゲル（勝生真沙子）
- フランク - スティーヴン・バウアー（山下啓介）
- スネーク - ジョー・パントリアーノ（鈴置洋孝）
- ローガン - ダン・ヘダヤ（島香裕）
- トニー - ジョン・グリース（立木文彦）
- マリアン - トレイシー・リード（一柳みる）

※テレビ放送：TBSテレビ「火曜ビッグシアター」1989年5月16日